# Instytut Antoniano
Instytut Antoniano (wł. Istituto Antoniano) – instytucja założona w Bolonii przez Ojców Franciszkanów w 1953 roku. Nazwa Instytutu wywodzi się od Świętego Antoniego, który patronuje pobliskiemu kościołowi. Głównym ich zadaniem była pomoc najuboższym, a z czasem doszła działalność kulturalna. W roku 2006 Antoniano zostało zakwalifikowane jako organizacja organizacja pożytku publicznego.

## Działalność
Od roku 1961 Antoniano jest organizatorem festiwalu piosenki dziecięcej Zecchino d’Oro. Obecnie przy Instytucie działają stołówka, trzy chóry (w tym Piccolo Coro dell’Antoniano), szkoła tańca, szkółka aktorska, kino, świetlica dla dzieci z zespołem Downa i inne. Od 1991 prowadzą akcję Il Fiore della Solidarietà (Kwiat Solidarności), w ramach której zbierają datki na budowę szkół, szpitali itp. w najbiedniejszych rejonach świata.